# إدواردو أنطون
إدواردو أنطون (بالإيطالية: Edoardo Anton)‏ هو كاتب وكاتب سيناريو ومخرج إيطالي، ولد في 7 يناير 1910 في روما في إيطاليا، وتوفي بنفس المكان في 11 مايو 1986.

## وصلات خارجية
- إدواردو أنطون على موقع IMDb (الإنجليزية)
- إدواردو أنطون على موقع ألو سيني (الفرنسية)
- إدواردو أنطون على موقع أول موفي (الإنجليزية)
- إدواردو أنطون على موقع قاعدة بيانات الأفلام السويدية (السويدية)
- إدواردو أنطون على موقع قاعدة بيانات الفيلم (الإنجليزية)
- إدواردو أنطون على موقع كينوبويسك (الروسية)